# Elsa Royer
Pour les articles homonymes, voir Royer.
Elsa Royer, née en 1976, est une metteuse en scène, écrivaine, comédienne, et adaptatrice française,.
En 2021 elle publie son premier roman "Dissection d'une Fuite", aux éditions Sans Escale.

## Théâtre

### Metteuse en scène
- 2018 : Meurtre Mystérieux à Manhattan de Woody Allen, avec Virginie Lemoine, Patrick Braoudé, Gaëlle Billaut-Danno, Benjamin Boyer, Luc Gentil et Catherine Hosmalin ; création Avignon Off, production et tournée Atelier Théâtre Actuel.
- 2015 : Le Philosophe et la Putain de Jacques Rampal, avec Anne Jacquemin, Alain Leclerc, François Chodat, Françoise Pinkwasser, Yann Sundberg, Christian Pelissier, Pierre-Yves Desmonceaux, au Théâtre 13, Paris (direction Colette Nucci).
- 2013 : Nouveau Joueur Détecté, Festival RIAD/Dunkerque capitale culturelle.
- 2010 : Mangas Mangas, Nord-Pas-de-Calais, création et chorégraphie.
- 2007-2009 : Tournée du spectacle Un Tramway nommé Désir de Tennessee Williams. Version 2009 avec Bruno Debrandt, Gaëlle Billaut-Danno, Violaine Fumeau-Silhol et Nicky Marbot.
- 2008 : Mitt Liv som Detectiv (Ma Vie de Détective), de Malin Axelsson, au Riksteatern, Théâtre National de Stockholm. Tournée à travers la Suède, puis en France au Théâtre de l'Est Parisien.
- 2007 : Sherlock Holmes et la Poudre aux Yeux au théâtre La Piscine à Dunkerque.
- 2006 : Un Tramway nommé Désir, de Tennessee Williams, au Théâtre Mouffetard, à Paris (direction Pierre Santini)[4],[5],[6].
- 2005 : Par Ici la Sortie, commande autour du roman noir du Théâtre La Piscine à Dunkerque.
- 2004 : Vénus Hôtel, spectacle autour de l'image de la femme (auteur de la partie femme-enfant), au Théâtre La Piscine.
- 2002 : Les Contes Fantastiques de Monsieur Jacques, de Jacques Philipson, au Centre Gérard Philippe (Calais).
- 2001 : Le Troisième Sexe, Boulogne-sur-Mer, Nantes.
- 1998 : Alice au Pays des Merveilles (adaptation) au Théâtre du Biplan (Lille).

### Comédienne
- 2007-2009 : Métaphysique des Tubes en tournée (notamment à la Biennale de Lyon, Centre, Lorraine, Bruxelles).
- 2006 : La Ménagerie de Verre, de Tennessee Williams, mise en scène Patrice Douchet (Clamart).
- 2005 : Métaphysique des Tubes, d'Amélie Nothomb, création théâtrale (monologue) approuvée par l'auteur, mise en scène Danièle Rozier. Centre Pablo Picasso (Homécourt).
- 2003-2005 : Bouli Miro, de Fabrice Melquiot, mise en scène Patrice Douchet, au Théâtre de l'Est Parisien (dir. Catherine Anne) et en tournée.
- 2002 : Les Jardins Oubliés, Théâtre de la Tête Noire (Orléans). Projection Privée, de Rémi De Vos, mise en scène Patrice Douchet.
- 1998 : Avis de Tempête, mis en scène par P. Brasseur, en Picardie et dans la Somme.
- 1997 : Alice au pays des Merveilles, d'après Lewis Carroll, par la compagnie Tous Azimuts.
- 1997 : Mort le premier, de Gilbert Cesbron, au Théo Théâtre (75015).
- 1997 : Au bout du Monde, de Hervé Royer, au Théâtre de la Poulie, Festival d'Avignon Off.
- 1993 : Le rêve de Yann, spectacle musical, salle Gaveau, Paris.

## Filmographie

### Télévision
- 2001 : Hôpital Souterrain, téléfilm de Serge Meynard, coproduction Flach Films/France 3.
- 2000 : Deux Femmes à Paris, téléfilm de Caroline Huppert, coproduction BFC Productions/France 2/ARTE.
- 2000 : Véra ou les Dangers imaginaires, moyen métrage fantastique de Sophie Le Breton, PSP Productions.
- 1999 : L'Inconnue du Val perdu, téléfilm de Serge Meynard, coproduction Flach Films/France 3/ARTE.